# Rajae Rochdy
Rajae Rochdy-Abbas (* 8. August 1983; arabisch رجاء رشدي) ist eine marokkanische Badmintonspielerin. 

## Karriere
Rajae Rochdy gewann als Legionärin 2006 die französische Mannschaftsmeisterschaft gefolgt vom Europapokalsieg im gleichen Jahr, wo sie jedoch nur als Ersatzspielerin auftrat. 2007 wurde sie erneut französische Mannschaftsmeisterin mit Issy Les Moulineaux und gewann mit den Morocco International auch ihr erstes großes internationales Turnier in den Einzeldisziplinen.

## Sportliche Erfolge
| Saison | Veranstaltung                       | Disziplin   | Platz | Name                               |
| ------ | ----------------------------------- | ----------- | ----- | ---------------------------------- |
| 2006   | Französische Meisterschaft          | Team        | 1     | Issy-les-Moulineaux Badminton Club |
| 2006   | Europapokal                         | Team        | 1     | IMBC92                             |
| 2006   | Französische Hochschulmeisterschaft | Damendoppel | 3     | Maily Prevot / Rajae Rochdy        |
| 2007   | Französische Meisterschaft          | Team        | 1     | IMBC92                             |
| 2007   | Morocco International               | Dameneinzel | 2     | Rajae Rochdy                       |
| 2007   | Morocco International               | Damendoppel | 1     | Arba Nawar / Rajae Rochdy          |
| 2007   | Morocco International               | Mixed       | 2     | Luka Zdenjak / Rajae Rochdy        |
| 2008   | Französische Hochschulmeisterschaft | Damendoppel | 3     | Maily Prevot / Rajae Rochdy        |